# Les Indomptables
Pour les articles homonymes, voir Les Indomptables (homonymie).
Les Indomptables est une revue de l'éditeur de petit format Aventures & Voyages qui a eu neuf numéros de février 1980 à février 1982. Revue trimestrielle de 100 pages ne contenant qu'un seul récit complet en provenance de la Collana Rodeo (du N°119 au N°131 d'avril 1977 à avril 1978) de chez Sergio Bonelli Editore. Collana Rodeo est une revue qui a publié aussi La Route de l'Ouest ou Joselito et bien d'autres.
Si la revue s'est arrêtée après seulement neuf numéros, c'est faute de matériel à publier. En effet, ces récits complets n'étaient qu'au nombre de neuf, la Collana Rodeo proposant en majorité des séries à suivre. 

## Les Séries
- Les Indomptables (Giancarlo Berardi, Andrea Mantelli, Pier Carpi, Decio Canzio, Renato Polese, Roberto Diso, Antonio Canale, Virgilio Muzzi, Alfio Ticci et Gianni Forgiarini).